# El Primer Rayo De Sol
El Primer Rayo De Sol es un EP de la banda mexicana de Pop Rock Monocordio, que se lanzó como parte de un recopilatorio especial de la discográfica EMI Music México titulado ¿Cuál es tu Rock?. En ese nuevo material participa una vez más el productor Sr. González: el EP está formado por siete canciones, entre las que destaca el sencillo Siempre Te Busqué. 
Este álbum es el que termina por hacer que Monocordio llegue al Festival Vive Latino, donde se presenta frente a miles de espectadores en el Foro Sol de la Ciudad de México en el 2007

## Canciones
1. "Me Haces Existir" (4:46)
2. "Siempre Te Busqué" (4:22)
3. "Nada Tiene Color Sin la Luz Del Amor" (4:50)
4. "El Primer Rayo de Sol" (4:35)
5. "Yofo" (4:09)
6. "Amar Es combatir" (5:56)
7. "Lejos-Cerca" (4:06)

## Sencillos
- "Siempre Te Busqué"